# Dasyceps
Dasyceps es un género extinto de temnospóndilo que vivió a comienzos del período Pérmico en lo que hoy es el Gran Bretaña.